# 昆迪納馬卡省
昆迪納馬卡省（Departamento de Cundinamarca，克丘亞語的意思是「禿鷹的巢」）是哥倫比亞中部的一個省。面積24,210平方公里，2018年人口为2,804,238人。首府波哥大（兩者有司法上的聯繫），也是該國的首都。
1886年8月5日設省。下分一百一十六個自治市。